# Мембрана Бруха
Мембрана Бруха — внутрішній шар судинної оболонки ока, є пограничною мембраною між хоріоідеою і пігментною частиною сітківки. Ще носить назву «склоподібної пластинки», оскільки на вигляд прозора. Товщина 2-4 мкм. 
Її основними задачами є: антагоніст циліарного м’яза при акомодації і посередництво при постачанні поживних речовин і рідини пігментному епітелію сітківки і судинним шаром судинної оболонки.
Вона названа на честь Карла Вільгельма Бруха (народився 1 травня 1819 року в Майнці — помер 4 січня 1884 в Хепенгаймі)

## Будова
Мембрана Бруха має п’ять шарів (ззовні всередину):
- Базальна мембрана ендотеліальних клітин хоріокапілярного шару судинної оболонки
- Зовнішній колагеновий шар
- Центральний шар з еластичних волокон
- Внутрішній колагеновий шар
- Базальна мембрана пігментного епітелію сітківки

## Патологія
З віком мембрана Бруха змінюється. Відбувається зміна білкового складу і потовщення мембрани. Це спричиняє сповільнений обмін речовин. Крім того у пограничній мембрані виникають шаром пігментного епітелію і мембраною Бруха відкладення (друзи). Ці зміни ймовірно мають відношення до вікових захворювань сітківки.